# Luther Vandross
Luther Vandross (n. 20 aprilie 1951 - d. 1 iulie 2005) a fost un cântăreț, textier și producător american, câștigător a 8 premii Grammy. A fost backing vocal pentru cântăreți precum Judy Collins, Chaka Khan, Bette Midler, Diana Ross, David Bowie, Barbra Streisand, Ben E. King și Donna Summer. Este cunoscut pentru cântecele "Never Too Much", "Here and Now", "Any Love", "Power of Love/Love Power", "I Can Make It Better" și "For You to Love". A vândut peste 35 de milioane de înregistrări.

## Discografie
- Never Too Much (1981)
- Forever, for Always, for Love (1982)
- Busy Body (1983)
- The Night I Fell in Love (1985)
- Give Me the Reason (1986)
- Any Love (1988)
- Power of Love (1991)
- Never Let Me Go (1993)
- Songs (1994)
- Your Secret Love (1996)
- I Know (1998)
- Luther Vandross (2001)
- Dance with My Father (2003)